# Вессен, Леон
Леон Вессен (встречается Вассен, Фессен; фр. Léon Vaessen; ноябрь 1905 — июль 1992) — бельгийский шашист, четырёхкратный чемпион Бельгии по международным шашкам, участник матча за звание чемпиона мира по международным шашкам 1936 года.

## Биография
Леон Вессен достаточно рано начал заниматься шашками в шашечном клубе Damier Mosan в Льеже. Этому клубу Вессен останется верен на протяжении всей свой долгой и богатой спортивной карьеры. Впоследствии он в течение многих лет будет его президентом, а после отставки ему будет присвоено звание почётного президента клуба. К середине 30-х годов Вессен прочно занял место среди лучших бельгийских мастеров игры в шашки.
Член (с 1 апреля 1936 года) символического клуба победителей чемпионов мира Роба Клерка.
За свою жизнь Вессен 24 раза играл в финальных турнирах чемпионата Бельгии. Первое же его выступление в 1935 году ознаменовалось завоеванием чемпионского титула. В дальнейшем Вессен ещё три раза (в 1936, 1946 и 1950 годах) побеждал в национальных чемпионатах. Пять раз (в 1951, 1952, 1957, 1961 и 1969 годах) Вессен занимал в чемпионатах Бельгии второе место и десять раз — третье. Шестое место в чемпионате Бельгии 1970 года стало результатом последнего выступления Вессена в национальных чемпионатах. Победы Вессена в 35 и 36 годах позволили ему вызвать на матч чемпиона мира Мориса Райхенбаха. Матч состоялся весной 1936 года и закончился поражением Вессена со счётом +2 −5 =3. Ещё более тяжелым поражением для Вессена закончился в октябре этого же года претендентский матч с экс-чемпионом мира Бенедиктом Шпрингером (+0 −7 =3). Эти поражения фактически исключили Вессена из борьбы за мировое первенство, хотя ещё в 1951 году он получил право играть в турнире претендентов в Париже, в котором занял предпоследнее пятое место (+2 −5 =3). В 1969 году 64-летний Вессен принял участие в чемпионате Европы в Риме (13 место). После 1970 года Вессен выступал главным образом в командных соревнованиях и в соревнованиях по блицу и быстрым шашкам.